# ولیمیر استیپانوویچ
ولیمیر استیپانوویچ (به انگلیسی: Velimir Stjepanović) (زادهٔ ۷ اوت ۱۹۹۳) شناگر اهل صربستان است.